# Polyommatus euaemon
Polyommatus euaemon är en fjärilsart som beskrevs av Arthur Francis Hemming 1931. Polyommatus euaemon ingår i släktet Polyommatus och familjen juvelvingar. Inga underarter finns listade i Catalogue of Life.